# Vermögenspsychologie
Die Vermögenspsychologie baut, „ausgehend von Platon und Aristoteles, auf der Annahme selbstständiger Grundkräfte der Seele (Seelenvermögen)“ auf. Sie wurde im 18. Jahrhundert durch Johannes Nikolaus Tetens, Johann Georg Sulzer und Moses Mendelssohn verbreitet und war für Immanuel Kant grundlegend. Im 19. Jahrhundert versuchte Franz Brentano „sie umzugestalten. In der empirischen Psychologie wird sie heute durch die Erforschung von isolierbaren Anlagen ersetzt.“ Es handelt sich um eine psychologiehistorisch interessante psychologische Forschung, die sich mit dem Vermögen bzw. der kognitiven und erkenntnismäßigen Leistungsfähigkeit und -motivation von Personen beschäftigt (Motivation, Kognition, Denken und Wille).